# Thomas Ian Nicholas
Thomas Ian Nicholas (Las Vegas, Nevada, 10 de julio de 1980) es un actor de cine, cantante, músico, productor, director y escritor estadounidense. Es más conocido por interpretar a Henry Rowengartner de Rookie of the Year, Rip en Cutaway, Calvin Fuller en A Kid in King Arthur's Court, y Kevin Myers en American Pie, American Pie 2, American Wedding y American Pie: El Reencuentro. Conocido principalmente por su participación en las películas de American Pie.

## Biografía
Nicholas nació en Las Vegas, Nevada, hijo de Marla Nicholas, una administradora de una escuela de actuación y bailarina profesional. Nicholas tiene seis hermanos, entre ellos su hermano mayor, Tim Scarne, que es un DJ.
Nicholas es conocido por sus papeles en  Rookie of the Year (1993), A Kid in King Arthur's Court (1995), American Pie (1999) y Cutaway (2000). Apareció en las cuatro películas de cine de la saga American Pie con el personaje de Kevin Myers e interpretó a Frank Sinatra, Jr. en la película de Showtime, Stealing Sinatra y participó en la película Halloween: Resurrección. También apareció en un episodio de Grey's Anatomy de ABC como Jeremiah. "Empecé a actuar cuando tenía 6 años de edad. Siempre me ha gustado hacer reír o sonreír o pensar", dice. Nicholas lanzó su álbum debut, Without Warning el 15 de enero de 2008.
"Empecé a tocar la guitarra cuando tenía 14 años. No podía dejar de tocarla... Me siento muy bendecido y agradecido por todo lo que me ha sucedido", dice.
Nicholas se puede ver interpretando a un policía novato en el próximo drama Life Is Hot in Cracktown.
El 30 de junio de 2010, Nicholas lanzó la primera bola en el juego de los Cachorros de Chicago en el Wrigley Field.

## Filmografía

### Film
| Film | Film                                  | Film               | Film                                                                                          |
| Año  | Film                                  | Rol                | Notas                                                                                         |
| ---- | ------------------------------------- | ------------------ | --------------------------------------------------------------------------------------------- |
| 1992 | Radio Flyer                           | Ferdie             |                                                                                               |
| 1993 | Rookie of the Year                    | Henry Rowengartner |                                                                                               |
| 1995 | A Kid in King Arthur's Court          | Calvin Fuller      | Nominado a un Young Artist Award por mejor Actor de Reparto Joven en Película                 |
| 1997 | A Kid in Aladdin's Palace             | Calvin Fuller      |                                                                                               |
| 1999 | American Pie                          | Kevin Myers        |                                                                                               |
| 2001 | American Pie 2                        | Kevin Myers        |                                                                                               |
| 2002 | Halloween: Resurrection               | Bill Woodlake      |                                                                                               |
| 2002 | The Rules of Attraction               | Mitchell           |                                                                                               |
| 2003 | American Wedding                      | Kevin Myers        |                                                                                               |
| 2003 | Stealing Sinatra                      | Frank Sinatra, Jr. |                                                                                               |
| 2004 | L.A. D.J.                             | Thom               | También director, escritor y productor                                                        |
| 2006 | National Lampoon Presents Cattle Call | Richie Rey         |                                                                                               |
| 2008 | Sherman's Way                         | Tom                |                                                                                               |
| 2009 | Life Is Hot in Cracktown              | Chad Wesley        |                                                                                               |
| 2010 | Please Give                           | Eugene             | El reparto ganó el Independent Spirit Robert Altman Award                                     |
| 2010 | Fading of the Cries                   | Michael            | También productor                                                                             |
| 2010 | The Chicago 8                         | Abbie Hoffman      |                                                                                               |
| 2011 | Delivering the Goods                  | Steve              |                                                                                               |
| 2012 | American Reunion                      | Kevin Myers        | La canción "My Generation", interpretada por Thomas Nicholas Band está en la banda de sonido. |
| 2014 | 10 Cent Pistol                        | H-Wood             |                                                                                               |
| 2015 | Walt Before Mickey                    | Walt Disney        |                                                                                               |
| 2016 | Bilal                                 | Saad               |                                                                                               |
| 2016 | The Lost Tree                         | Noah Ericson       | También productor                                                                             |
| 2016 | Sheep and Wolves                      | Toshchiy           | Voz, doblaje al inglés                                                                        |
| 2018 | Living Among Us                       | Mike               | También productor                                                                             |
| 2019 | Zeroville                             | Martin Scorsese    | Acreditado como Thomas Nicholas                                                               |
| 2021 | Adverse                               | Ethan              | Acreditado como Thomas Nicholas                                                               |

### Televisión
| Televisión | Televisión                            | Televisión                         | Televisión                                                        |
| Año        | Título                                | Rol                                | Notas                                                             |
| ---------- | ------------------------------------- | ---------------------------------- | ----------------------------------------------------------------- |
| 1988       | Who's the Boss?                       | Pequeño Tony                       | Episodio: "Yankee-Doodle Micelli" Acreditado como Thomas Nicholas |
| 1989       | Baywatch                              | Ricky Blount                       | Episodio: "Heat Wave"                                             |
| 1989       | Married... with Children              | Bobby                              | 2 episodios                                                       |
| 1990       | Santa Barbara                         | Joven Steven Slade                 |                                                                   |
| 1991       | Harry and the Hendersons              | Scootch                            | Episodio: "The Bodyguard"                                         |
| 1991       | Sisters                               | Jason                              | Episodio: "The Kindness of Stranglers"                            |
| 1992       | Julie                                 | Boy No. 1                          | Episode: "A Delicate Balance"                                     |
| 1992       | The Fear Inside                       | Sean Cole                          | Film para TV                                                      |
| 1992       | When No One Would Listen              | Chico No. 1                        | Film para TV                                                      |
| 1993–1995  | Dr. Quinn, Medicine Woman             | Richard                            | 2 episodios                                                       |
| 1997       | The Tony Danza Show                   | Brandon                            | Episodio: "With Your Guest Host Tony DiMeo" Uncredited            |
| 1998       | Honey, I Shrunk the Kids: The TV Show | Damon                              | Episodio: "Honey, I'm in the Mood for Love"                       |
| 1999       | Chicken Soup for the Soul             | Steve                              | Episodio: "Crying's Okay"                                         |
| 2000       | Party of Five                         | Todd Marsh                         | 9 episodios                                                       |
| 2000       | Twice in a Lifetime                   | Sam Ryder/Jordan Curtis/Kirk Ivers | Episodio: "Fathers and Sons"                                      |
| 2005       | Medium                                | Greg Watt                          | Episodio: "Jump Start"                                            |
| 2005       | Grey's Anatomy                        | Jeremiah Tate                      | Episodio: "Deny, Deny, Deny"                                      |
| 2014       | Red Band Society                      | Nick Hutchison                     | Recurrente                                                        |
| 2016       | Hell's Kitchen                        | El mismo                           | Episodio: "12 Chefs Compete"                                      |

### Videos musicales
| Videos musicales | Videos musicales               | Videos musicales | Videos musicales                                       |
| Año              | Banda/Canción                  | Rol              | Notas                                                  |
| ---------------- | ------------------------------ | ---------------- | ------------------------------------------------------ |
| 2012             | Mallory Knox – "Wake Up"       | Líder masculino  | Es el hombre con una guitarra acústica. Sin acreditar. |
| 2015             | MC Yankoo – "Drunk in Bangkok" |                  |                                                        |
| 2015             | Plain White T's – "Pause"      |                  |                                                        |
| 2023             | Bring Me the Horizon – "Lost"  |                  | Doctor al que lo apuñalan en el ojo.                   |

- Datos: Q256884
- Multimedia: Thomas Ian Nicholas / Q256884